# Залежність від порнографії
Залежність від порнографії, порнофілія (порно + грец. φιλία — любов) — форма сексуального розладу, обумовлена як стан, викликаний надмірною тягою до порнографії. Проте це захворювання не згадується в довіднику з діагностики і статистики психічних розладів (DSM-IV). У 2003 році ВООЗ дала визначення кільком психологічним розладам, серед яких і розлад імпульсивної сексуальної поведінки. Однією з його форм є залежність від порно.

## Визначення
Залежність від порнографії може бути визначена як психічний розлад, або залежність від порнографії, що характеризується нав'язливим бажанням дивитися, читати і думати про порнографію і тему сексу, внаслідок чого знижується якість життя особистості та/або сім'ї.

## Залежність від порнографії у визначенні Айронса і Шнайдера
Формальні критерії були запропоновані аналогічно критеріям DSM-IV для алкоголю і інших залежностей. Ця стаття цитує Гудмана, який порівняв списки критеріїв DSM на предмет різних залежностей і розладів і вивів головні їх ознаки:
- Хронічна нездатність опиратися бажанню до предмета залежності (ПЗ);
- Зростаюча напруженість, попередня діям з ПЗ;
- Насолода або полегшення під час взаємодії з ПЗ;
- Як мінімум п'ять з наступних:
  - Постійне заклопотаність ПЗ або всім, що може призвести до ПЗ;
  - Часто втягнення в заняття відбувається на більш довгий термін і більшою мірою, ніж спочатку планувалося;
  - Повторювані спроби зменшити, контролювати або позбудеться залежності;
  - Величезна кількість часу витрачається на дії, необхідні для реалізації ПЗ, на взаємодію з ПЗ або на відновлення від наслідків;
  - Обманні дії в разі потреби виконувати робочі, навчальні, домашні чи соціальні обов'язки;
  - Відмова через ПЗ від суспільного життя, роботи, відпочинку;
  - Поведінка хворого не змінюється, навіть якщо через ПЗ у нього виникають або загострюються фінансові, психологічні або фізичні проблеми;
  - Готовність піти на все для отримання ПЗ або предмета, що володіє схожим ефектом;
  - Занепокоєння або дратівливості при недоступності ПЗ;
- Деякі симптоми порушення можуть тривати тільки якийсь час або не повторюватися постійно протягом тривалого проміжку часу;

Ці ознаки можуть ставитися практично до будь-якої залежності і вживаються, щоб схарактеризувати надмірний і неконтрольований потяг до ПЗ. Також вони дозволяють схарактеризувати залежність від порнографії.

## Залежність від інтернет-порнографії
Залежність від інтернет-порнографії належить до порнографії в інтернеті. Психологи, що підтримують цю концепцію, вважають такий вид залежності найсильнішим і зухвалішим звиканням, ніж звичайна залежність від порнографії. Для того, щоб задовольнити свою залежність, хворі регулярно витрачають значні проміжки часу в пошуках нової або більш жорсткої порнографії.
Дослідження доктора психологічних наук Девіда Ходгінса та його колег з Університету Калгарі, опубліковане у 2016 році у журналі Journal of Behavioural Addictions, доводить, що залежність від порноматеріалів пов’язана з порушенням соціального функціонування (вищий рівень тривоги та депресії) та низькою задоволеністю якістю життя, низькими соціальними стосунками. У групі ризику також люди, що страждають на тривожні розлади або соціофобію. Можливо, перш за все, треба працювати саме з цими проблемами, і тоді потреба у перегляді порно та задоволені сексуальних потреб у такий спосіб може відпасти сама собою.
Деякі дослідники стверджують, що надмірне захоплення інтернет-порнографією в молодому віці здатне приводити до органічних змін в головному мозку, впливаючи на дофамінову систему заохочення. В результаті розвивається залежність набагато більш небезпечна, ніж це заведено вважати, яка може призводити до депресії, зниження лібідо і порушень ерекції.

### Контроль вмісту і моніторинг
Деякі медичні та громадські організації рекомендують використовувати системи контролю вмісту (також знані як «інтернет-фільтри» або «sensorware»), інтернет моніторинг, або і те й інше, щоб обмежити надмірний доступ до інтернет-порнографії.
Когнітивний терапевт Мері Лейден запропонувала використовувати подібні фільтри для здійснення контролю, а дослідник Інтернету Девід Дельмоніко зазначив, що, попри обмеження, фільтри можуть використовуватися як «передній край захисту». Фільтри, спрямовані на відстеження порнографії, створено майже для всіх сучасних операційних систем і продаються як звичайні додатки. Прикладами є K9 Web Protection, Інтернет Цензор, Гогуль, Один Вдома, Time Boss Батьківський контроль, Anti-Porn, NetPolice та інші. Такі Інтернет-провайдери, як Integrity Online і OpenDNS пропонують контроль вмісту як свій мережевий сервіс.

## Скептичний погляд
Мають місце суперечки про те, чи існує такого роду залежність взагалі і чи є у неї шкідливі ефекти. Найбільш популярним аргументом проти є те, що багато людей регулярно переглядають порнографію і продовжують вести нормальне життя. Також, багато випивають спиртні напої, але це не завжди призводить до алкоголізму. Очевидно, істотними є особистісні характеристики психіки.

## Як позбавитися порнозалежності
Рекомендується проаналізувати частоту перегляду порно, його вплив на особисте та соціальне життя, а також на робочу продуктивність та стосунки з близькими.
Можна використовувати наступні питання:
- Чи відчуваю я сором під час перегляду порно?

- Чи перетворився перегляд порно на щоденну звичку? Чи приховую я її від партнера, друзів, оточуючи?
- Чи важко мені контролювати тривалість відео?
- Чи виникає дратівливість, коли я позбавлений можливості подивитися порно?
- Чи відмовляюся я від життя, роботи, відпочинку заради перегляду порноматеріалів?

Адиктивною вважається поведінка, що повторюється впродовж шести місяців. Будьте чесним з собою та не приховуйте проблему від близьких, не заперечуйте її, не виправдовуйтеся.
Як і у випадку з іншими залежностями, потрібно застосувати саморегуляцію та силу волі, рекомендується:
- Обмежете доступ до порно. Якщо ви не можете повністю відмовитися від перегляду порно, то хоча б спробуйте зменшити його кількість і частоту. Видаліть усі порнографічні файли з вашого комп’ютера, телефону, планшета або інших пристроїв. Встановіть спеціальні програми, які блокують доступ до порносайтів. Уникайте ситуацій, які провокують у вас бажання дивитися порно, наприклад, самотність, нудьга, стрес, тривога, невдоволення собою або іншими.
- Знайти заміну. Порно – це не єдиний спосіб отримати задоволення, релаксацію або втікти від проблем. Ви можете зайнятися чимось, що вам подобається і що розвиває вас як особистість: спортом, хобі, мистецтвом, навчанням, волонтерством, духовною практикою або іншою діяльністю, яка приносить вам радість і задоволення. Так ви не тільки відволічетеся, але й покращите своє фізичне і психічне здоров’я, підвищите самооцінку і розширите свої горизонти.
- Покращити свої стосунки з оточуючими. Порнозалежність часто виникає через незадоволення своїм сексуальним життям, відсутність інтимної близькості, через конфлікти або самотність. Якщо ви маєте партнера, то спробуйте відновити довіру, любов і гармонію в вашій парі. Поговоріть про свої почуття, потреби й проблеми. Будьте відкритими, чуйними й підтримуючими один одного. Пошукайте способи, як розбудити свою пристрасть і романтику. Якщо ви не маєте партнера, вийдіть у реальний світ і спілкуйтеся з людьми. Не поспішайте вступати в нові стосунки, але будьте відкриті для нових знайомств і можливостей[14].